# Арнольд Ігор Володимирович
І́гор Володи́мирович Арно́льд (* 19 березня (1 квітня) 1900, Харків, Російська імперія — † 20 жовтня 1948, Москва, СРСР) — український математик і педагог. Син статистика Володимира Федоровича Арнольда, батько математика Володимира Арнольда. Перший в СРСР доктор педагогічних наук. Член-кореспондент АПН РРФСР (1947).

## Життєпис
Народився у Харкові. Його батько та мати мали вищу освіту та працювали земськими статистиками.
У зв'язку з хворобою батька в 1908 р сім'я виїхала до Швейцарії. Ігор Арнольд вчився в початковій школі Цюриха. У 1912 р. мати переїхала з ним до Німеччини, а в 1913 р. до Одеси.
У 1914—1918 рр. навчався в четвертій одеської гімназії. У 1918 р родина отримала з-за кордону звістку про смерть Володимира Арнольда.
У 1918—1921 рр. навчався на математичному відділенні фізико-математичного факультету Новоросійського університету в Одесі. Припинив навчання через матеріальні труднощі.
Працював у канцелярії та у бібліотеці.
У 1922—1924 рр. викладав математику на робітничих факультетах Одеського сільськогосподарського інституту та Одеського політехнічного інституту.
У 1924 р. вступив на 3-й курс математичного відділення Московського університету, закінчив його у 1929 р., захистивши дипломну роботу на тему «Ідеали в комутативних напівгрупах».
У 1929—1932 рр. був аспірантом НДІ при Московському університеті.
Від 1935 р. — кандидат фізико-математичних наук.
У 1937 у нього народився син (12 червня 1937, Одеса), Арнольд Володимир Ігорович, майбутній математик, академік.
У 1933—1941 рр. працював асистентом, доцентом, в. о. професора математики Фізичного інституту Московського університету. Одночасно викладав теорію чисел і теорію арифметики в Московському педагогічному інституті.
У 1941 р. Ігорю Арнольду першому присвоєно вченого ступеня доктора педагогічних наук. Предметом захисту була рукопис «Теоретична арифметика», видана в 1938 р. в якості посібника для математичних відділень педагогічних інститутів.
Від 1941 р. разом з родиною в евакуації в Магнітогорську. Очолював кафедру в одному з вищів. Від 1943 — професор.
У 1944 р. повернувся до Москви, очолив кафедру вищої математики Московського інституту сталі. Одночасно працював викладачем фізичного факультету Московського університету.
У в 1944—1948 рр. працював старшим науковим співробітником у Науково-дослідному інституті методів навчання Академії педагогічних наук РРФСР. Наукова робота у ці роки була пов'язана з розробкою методики викладання математики в середній та вищій школі. Від 1945 р. — член-кореспондент відділення методик викладання основних дисциплін у початковій і середній школі АПН РРФСР.
Дружина — Ніна Олександрівна Арнольд (уроджена Ісакович) — мистецтвознавець, працювала у Державному музеї образотворчих мистецтв імені О. С. Пушкіна, брала участь в археологічних експедиціях, пізніше викладала англійську мову.

## Праці
- Теоретическая арифметика. Москва, 1938;
- Теория чисел [Архівовано 20 вересня 2018 у Wayback Machine.]. Москва, 1939; 2 изд. — Москва, 2016.
- Теория рядов. Москва, 1939;
- Отрицательные числа в курсе алгебры. Москва; Ленинград, 1947;
- Показатели степени и логарифмы в курсе элементарной алгебры. Москва; Ленинград, 1949.
- Принципы отбора и составления арифметических задач [Архівовано 17 квітня 2021 у Wayback Machine.] — М.: МЦНМО, 2008. — 45 с., ISBN 978-5-94057-425-5